# Scammarctus batei
Scammarctus batei е вид десетоного от семейство Scyllaridae. Видът не е застрашен от изчезване.

## Разпространение и местообитание
Разпространен е в Австралия, Вануату, Джибути, Йемен, Индия, Индонезия (Бали, Калимантан, Малки Зондски острови, Малуку, Папуа, Сулавеси, Суматра и Ява), Кения, Мадагаскар, Малайзия (Сабах), Мозамбик, Нова Каледония, Оман, Пакистан, Провинции в КНР, Сомалия, Тайван, Фиджи, Филипини и Шри Ланка.
Обитава пясъчните дъна на океани, морета и заливи. Среща се на дълбочина от 152 до 625,5 m, при температура на водата от 8,1 до 18,7 °C и соленост 34,4 – 35,2 ‰.